# Rescue on Fractalus!
Rescue On Fractalus! is, tezamen met Ballblazer, het eerste computerspel van Lucasfilm Games, later LucasArts, en kwam uit in 1984. Het spel werd ontwikkeld voor de Atari 8 bit-familie en Atari 5200, maar werd later geporteerd naar andere destijds courante computers zoals Apple II, ZX Spectrum, Amstrad CPC, Tandy Color Computer 3 en Commodore 64.

## Gameplay
Het spel speelt zich af op de fictieve planeet Fractalus waar de speler een militair ruimteschip, Valkyrie genaamd, bestuurt. Hij bevindt zich in een oorlog met Jaggis, een bewoner van Fractalus. Het landschap van de planeet bestaat uit bergen die met behulp van fractals worden getekend. Op en achter de bergen bevinden zich astronauten die met hun ruimteschip zijn gecrashed en gered dienen te worden. Verder heeft de planeet een dikke, ietwat mistige atmosfeer. Hierdoor zijn de te redden piloten niet altijd zichtbaar en dient de speler soms gebruik te maken van de radiorichtingzoeker.
Nadat de speler een gestrande piloot heeft gevonden, dient hij eerst even te checken of het wel degelijk om een persoon gaat uit zijn eigen vloot. Jaggis en zijn leger kunnen namelijk ook gestrand zijn en zullen de speler doden indien hij hen redt. Pas als de speler ervan overtuigd is dat het om een eigen lid gaat, tracht hij zijn ruimteschip veilig te landen. Vervolgens dient hij de motor uit te schakelen. Wanneer de motor te vroeg wordt uitgeschakeld, zal de piloot tot as worden verbrand. Bij een succesvolle landing zal de gestrande piloot zijn schip verlaten en naar de Valkyrie lopen. De speler dient de deur van de Valkyrie te openen om zo de gestrande piloot binnen te laten. Als de deur niet binnen een bepaalde tijd is geopend of te lang is geopend, zal de speler sterven vanwege de giftige atmosfeer.
Verder heeft de vijand op en achter de rotsen nog luchtafweergeschut. De speler dient deze te ontwijken en kan deze optioneel uitschakelen met een bombardement.
In hogere levels gebruikt Jaggis nog kamikaze-piloten en zijn er nachtmissies. Deze laatste zijn moeilijker omdat de contouren van de bergketens niet altijd zichtbaar zijn. Daardoor dient de speler ook nog zijn hoogtemeter goed te observeren.
Ten slotte verbruikt zijn ruimteschip brandstof die regelmatig aangevuld dient te worden. Deze verkrijgt hij van de gestrande piloten en komt uit hun gecrashte schepen.

## Platforms
| Jaar | Platform                            |
| ---- | ----------------------------------- |
| 1984 | Atari 5200                          |
| 1985 | Apple II, Atari 8-bit, Commodore 64 |
| 1986 | Amstrad CPC, ZX Spectrum            |
| 1987 | TRS-80 CoCo                         |

Er waren ook plannen om het spel op de Atari 7800 uit te brengen. Er was wel een prototype gemaakt, maar deze werd nooit uitgebracht.

## Ontvangst
| Beoordeeld door                         | Jaar | Platform     | Score |
| --------------------------------------- | ---- | ------------ | ----- |
| The Video Game Critic                   | 2000 | Atari 5200   | 100%  |
| Atari Gamer - XL-XE Game Review Edition | 2013 | Atari 8-bit  | 90%   |
| Tilt                                    | 1985 | Atari 8-bit  | 83%   |
| Computer and Video Games (CVG)          | 1989 | Commodore 64 | 78%   |
| Computer Gamer                          | 1986 | Amstrad CPC  | 75%   |
| Computer and Video Games (CVG)          | 1989 | Amstrad CPC  | 70%   |
| Computer and Video Games (CVG)          | 1989 | ZX Spectrum  | 70%   |
| ATARImagazin                            | 1987 | Atari 8-bit  | 60%   |